# Friedrich Ferdinand Taut
Friedrich Ferdinand Taut (* 9. März 1845 in Friesau; † 7. August 1887 ebenda) war ein deutscher Gutsbesitzer und Politiker.

## Leben
Taut war der Sohn des Bauern Johann Heinrich Taut und dessen Ehefrau Johanne Marie Juliane geborene Dittmar. Er war evangelisch-lutherischer Konfession und heiratete am 11. Februar 1869 in Friesau Johanne Marie Friederike Schilling (* 17. März 1844 in Friesau; † 2. Juni 1913 ebenda), die Tochter des Bauern Johann Simon Christian Schilling aus Friesau.
Taut lebte als Gutsbesitzer in Friesau. Er war dort auch Gemeindevorsteher und Standesbeamter. Vom 7. Dezember 1874 bis zum 31. Dezember 1876 war er Abgeordneter im Greizer Landtag.